# أولريك بالينغ
أولريك بالينغ (بالدنماركية: Ulrik Balling) هو لاعب كرة قدم ومدرب كرة قدم دنماركي في مركز الهجوم، ولد في 11 يونيو 1975 في سلاغيلس ‏ في الدنمارك. شارك مع منتخب الدنمارك تحت 21 سنة لكرة القدم. أما مع النوادي، فقد لعب مع ترومسو إيدريتسلاغ ونادي رونافيك ونادي فايله ونادي نايستفيد.

## وصلات خارجية
- أولريك بالينغ على موقع قاعدة بيانات كرة القدم.إي يو (الإنجليزية)
- أولريك بالينغ على موقع Soccerway.com (الإنجليزية)